# Hörleinsgraben (Wern)
Der Hörleinsgraben oder Gainbach ist ein rechter Zufluss der Wern bei Gänheim im unterfränkischen Landkreis Main-Spessart.

## Name
In Gänheim wird hauptsächlich der Name Hörleinsgraben verwendet. Die alternative Benennung Gainbach findet sich auch in der an seinem Verlauf gelegenen frühneuzeitlichen Wüstung Gainbachshof wieder. Zwar legt die Namensähnlichkeit eine Etymologie wie bei Gänheim aus dem Personennamen Gawin nahe, doch fehlen dazu aussagekräftige Quellen.

## Geographie

### Verlauf
Der Bach hat eine Länge von etwa 5,5 km und entspringt auf der Straßhöhe, auf knapp 300 m ü. NHN und etwa 1,7 km südöstlich von Schwebenried. Er fließt in südlicher Richtung unter der Bundesstraße 26a hindurch über die Gemarkung Schraudenbach nach Ruppertzaint. Von dort wendet sich der Hörleinsgraben für etwa einen Kilometer nach Südwesten, dann wieder nach Süden und unterquert die Bundesstraße 26 und die Werntalbahn. Anschließend fließt er durch den östlichen Rand Gänheims und mündet etwas außerhalb der Ortsgrenze auf einer Höhe von 211 m ü. NHN in die Wern.

### Flusssystem Wern
- Fließgewässer im Flusssystem Wern

## Hydrologie
Auf seiner gesamten Länge verläuft der Hörleinsgraben als begradigter Wassergraben neben Feldwegen und Straßen. Von den landwirtschaftlichen Betrieben auf dem Schraudenbacher Gehöft Klingenhof und dem Weiler Ruppertzaint wird er zur Bewässerung genutzt. Vor allem im Unterlauf ist die Wasserführung gering, je nach Jahreszeit und Niederschlagsaufkommen trocknet das Bachbett auch vollständig aus.